# Erfweiler
Erfweiler este o comună din landul Renania-Palatinat, Germania.